# Austroglanis sclateri
Austroglanis sclateri is een straalvinnige vissensoort uit de familie van de rotsmeervallen (Austroglanididae). De wetenschappelijke naam van de soort is voor het eerst geldig gepubliceerd in 1901 door Boulenger.